# Beveren Lions
De Beverese Baseball en Softball Vereniging (BBSV), kortweg Beveren Lions, is een Belgische baseball- en softbalclub uit Beveren.

## Geschiedenis
Op 17 november 1977 startte een jong ploegje om baseball te spelen aan de Pareinlaan in Beveren. De “Beverese Baseball en Softball Vereniging” (BBSV) werd gesticht door dr. Guido De Paep en Jean-Pierre Bosman. Mortsel Stars was de peterclub en daar heeft men de beginmodaliteiten van geleerd tijdens trainingen en oefenwedstrijden. 
Het eerste seizoen (1978, 2de nationale) verloor men echter elke wedstrijd. De jaren daarop werd er gebouwd aan de ploegen, met ervaren spelers, jonge talenten en hard trainen. Dit resulteerde in twee titels in 2de klasse door het seniorenteam in 1995 en 1997 en verscheidene kampioenstitels door andere ploegen. Beveren werd een kweekvijver van jong talent welke graag door de Antwerpse clubs werden binnengehaald.
Omdat in de Pareinlaan geen mogelijkheid bestond om uit te breiden, verhuisde de club naar de huidige locatie, op de sportterreinen ‘De Meerminnen’ in de Klapperstraat, mede dankzij de goede samenwerking met de gemeente. Door hard te trainen en de impuls van een grondig bestuur groeide de club tot haar huidige status.

## Palmares

### Baseball
Heren
- Landskampioen: 1995 (2de afdeling) , 1997 (2de afdeling)

### Softball
Dames
- Landskampioen: 2023 (1ste afdeling)[1]